# Mikołaj Mały ziębicki

Herb książąt ziębickich

Mikołaj Mały (urodzony pomiędzy 1322 a 1327 rokiem - zmarł 23 kwietnia 1358 roku), książę ziębicki w latach 1341–1358. 
Mikołaj był jedynym synem księcia ziębickiego Bolka II i nieznanego pochodzenia Guty. Zdobył dość solidne wykształcenie w klasztorze cystersów w Henrykowie. Nie był jednak, jak często bywało w takich sytuacjach, przeznaczony do kariery duchownej. 
Samodzielne rządy Mikołaj objął po śmierci ojca w 1341 roku i niemal bezzwłocznie wyjechał do Pragi, gdzie 24 sierpnia złożył hołd lenny królowi czeskiemu Janowi Luksemburskiemu. Odziedziczywszy po ojcu olbrzymie długi, 14 października 1343 roku zobowiązał się wobec Luksemburgów, że swoich ziem nie zastawi ani nie sprzeda nikomu. W wypadku zaś, gdyby był do tego zmuszony, zostawi prawo pierwokupu królowi czeskiemu. Zgodził się także wówczas, że w wypadku nieposiadania męskich potomków jego księstwo zostanie przyłączone do korony czeskiej, z zastrzeżeniem odpowiedniego wiana dla córek księcia. 
Kłopoty finansowe już w 1343 roku zmusiły Mikołaja do sprzedaży Bolkowi II Świdnickiemu za 1000 grzywien srebra okręgu Sobótki. Trzy lata później za tę samą sumę oddał Ząbkowice wraz z klasztorem w Kamieńcu Ząbkowickim czeskiemu magnatowi Henrykowi von Haugwitz. Splot sprzyjających okoliczności umożliwił w 1348 roku sprzedaż tej ziemi jeszcze raz, tym razem ostatecznie, Karolowi Luksemburskiemu za 6000 grzywien. Wreszcie w 1350 roku Mikołaj sprzedał biskupowi wrocławskiemu Przecławowi z Pogorzeli miejscowość Wiązów. W efekcie tak rozrzutnej polityki książąt ziębickich z rozległego u progu panowania Bolka II Ziębickiego księstwa w rękach Mikołaja pozostały tylko Ziębice, Strzelin, Kąty Wrocławskie i Paczków. 
W 1355 roku Mikołaj ziębicki wziął udział w wyprawie Karola IV po koronę cesarską do Rzymu. Na Śląsk, po dłuższym pobycie w Pradze, powrócił dopiero w roku następnym. Zdecydował się wówczas udać na pielgrzymkę do Palestyny, którą odbył na przełomie 1357 i 1358. Nie zdołał już powrócić do kraju. Zmarł 23 kwietnia 1358 roku podczas drogi powrotnej, na Węgrzech. Zwłoki księcia zostały sprowadzone do kraju i pochowane w klasztorze w Henrykowie.
Mikołaj Mały żonaty był z Agnieszką pochodzącą z rodziny czeskich możnowładców z Lichtenburka (zmarłą w 1370). Z małżeństwa tego Mikołaj dochował się dwóch synów, Bolka III i Henryka, oraz czterech córek, Agnieszki i Katarzyny klaryski w Strzelinie, Guty klaryski we Wrocławiu oraz Anny, żony księcia mazowieckiego Siemowita III. 